# Tasiocera otwayensis
Tasiocera otwayensis là một loài ruồi trong họ Limoniidae. Chúng phân bố ở miền Australasia.